# Riverhurst Ferry

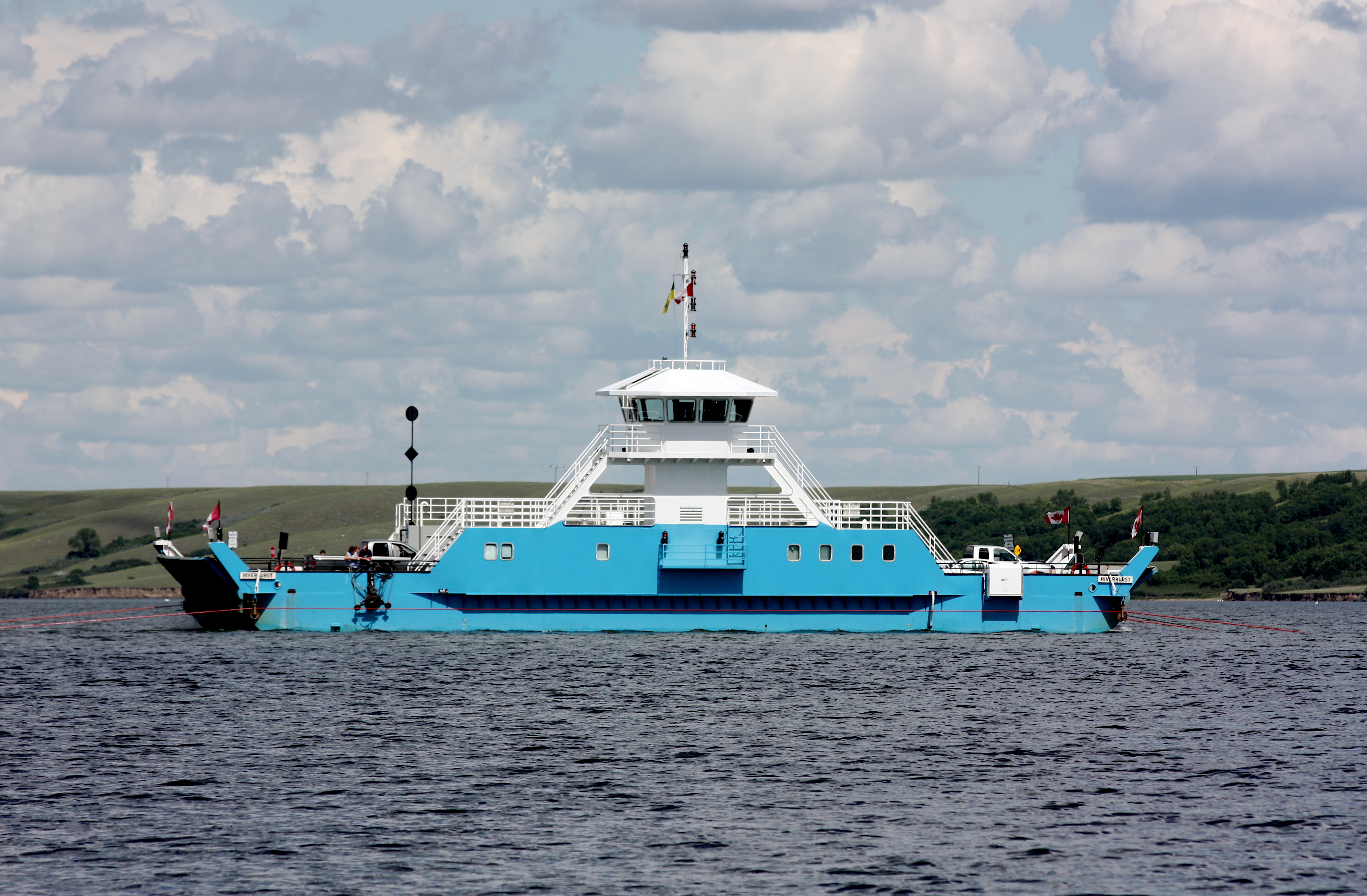
Le Riverhust Ferry en juillet 2008

Le Riverhust Ferry est un bac à câble dans la province canadienne de la Saskatchewan. Il traverse le lac Diefenbaker afin de relier Riverhurst sur la côte est à Lucky Lake sur la côte ouest. Ce traversier constitue la façon dont la route 42 (en) traverse le lac Diefenbaker.
Le traversier est exploité par le ministère des Routes et des Infrastructures de la Saskachewan (en). Il voyage sur une distance de 1,5 km. Il est gratuit et est opération 24 heures par jour avec des départs à toutes les heures. Il est en opération durant la saison où le lac n'est pas gelé. Lorsque c'est le cas, le ministère construit une route de glace afin de traverser le lac.
Le Riverhust Ferry est le plus grand traversier de la Saskatchewan avec une longueur de 35,6 m, une largeur de 14 m et une poids de 90,7 tonnes. Il peut transporter une maximum de 15 voitures à la fois.